# كوبو دي بوريبا
بلدية كوبو دي بوريبا (بالإسبانية: Cubo de Bureba)‏, هي إحدى بلديات مقاطعة برغش, التي تقع في منطقة قشتالة وليون, والتي تقع في شمال غرب إسبانيا.
يبلغ عدد سكانها 114 نسمة وفقاً لإحصائية سنة (2002).